# Laura Spelman Rockefeller
Laura Celestia Spelman Rockefeller (Wadsworth, 9 settembre 1839 – Pocantico Hills, 12 marzo 1915) è stata una filantropa statunitense.

## Biografia
Laura Celestia Spelman nacque a Wadsworth nel 1839. I genitori di Spelman erano Harvey Buell Spelman e Lucy Henry, due yankee puritani emigrati dal Massachusetts. Harvey era un fervente abolizionista votato al credo congregazionale che aveva aiutato gli schiavi afroamericani a fuggire attraverso la Ferrovia Sotterranea negli stati "liberi". Laura Spelman aveva anche una sorella adottiva maggiore di nome Lucy. Laura Spelman sposò John nel 1864 e dalla loro unione nacquero cinque figli: Elizabeth, Alice, Alta, Edith e John.
Dopo essersi trasferita a Cleveland (in Ohio) assieme alla sorella, Spelman fece la conoscenza di John Rockefeller, suo futuro marito, mentre frequentava i corsi di contabilità. Successivamente, Spelman andò nella Nuova Inghilterra per frequentare l'Oread Institute e diventare insegnante. Tornata nell'Ohio, Spelman entrò a far parte dei Northern Baptist, la congregazione dei Rockefeller. Quando la Standard Oil, l'azienda di famiglia, iniziò ad avere grande fortuna, Spelman iniziò a dedicare la sua vita alla filantropia. Laura Spelman morì il 12 marzo 1915, all'età di 75 anni, nella tenuta di Kykuit, a Pocantico Hills. Da lei prende il nome lo Spelman College di Atlanta.